# Saragossa Band
A Saragossa Band német popegyüttes. 1977-ben kezdődött a karrierjük, és megváltozott felállással ugyan, de az új évezredben is aktívak. Az 1980-as évek elején voltak pályájuk csúcsán. Jó hangulatú, vidám dalaik a karibi szigetvilág muzsikáját ötvözik az eurodisco dallamosságával, vagyis ugyanazt a sikerreceptet követték, mint például a Boney M., a Gibson Brothers és a Goombay Dance Band. Repertoárjukon saját dalok és feldolgozások egyaránt szerepelnek. Néhány ismert slágerük: Big Bamboo (Ay Ay Ay); Zabadak; Rasta Man; Ginger Red; Agadou; Aiko, Aiko; Buona sera. 1981-ben nagy sikert arattak a Za Za Zabadak című albummal, melyen régebbi és újabb slágereket dolgoztak fel. Többször felléptek Magyarországon is.

## Tagok

### Az eredeti felállás
- Thommy Brandner
- Harry Carrere
- Dusty Klaerl
- Georg Klanthe
- Gloria Rennals
- Alfred Rudek
- Helmut Schiffner
- Pit Troja
- Henry Whisky

### 2007-es felállás
- Harry Karrer (Carrere)
- Gudrun Overhoff-Poppinga (ének)
- Evert van Der Waal (dob)
- Andy Bielan (billentyűs hangszerek)
- Thomas Härtel (basszusgitár)
- Markus Escher (gitár)

## Karriertörténet
A Saragossa Band története 1977-ben kezdődött, Münchenben, amely akkoriban az eurodisco egyik fellegvárának számított. Nem ismeretes, hogy a tagok pontosan hogyan találtak egymásra. Az együttes történetét ismertető, a sajtónak szánt közlemény szerint egyik fellépésüket megtekintette Anthony Monn szerző-producer, aki akkortájt Amanda Lear pályafutását egyengette, később pedig olyan popsztárokkal dolgozott együtt, mint Fancy, valamint az olasz Al Bano–Romina Power kettős. Monn fantáziát látott a csapatban, és együttműködést ajánlott. A Saragossa Band bemutatkozó kislemeze még 1977-ben megjelent. A Big Bamboo (Ay Ay Ay) szövege karibi papiamento nyelven íródott, a dal pedig hamar népszerűvé vált az európai diszkókban, és számos országban a slágerlistán is szép helyezést ért el. Az együttes következő dalai ugyanolyan vidám, jó hangulatú, jól táncolható „bulizenék” voltak, mint a legelső felvétel. Az 1978-as Malaika egy szuahéli népdal feldolgozása, mely néhány évvel később a Boney M. előadásában szintén sláger lett. 1979-ben jelent meg a Saragossa Band pályafutásának egyik legnépszerűbb felvétele, a Rasta Man. Ugyanebben az évben a rajongók megvehették végre az együttes bemutatkozó albumát, amely 11 dalt tartalmazott a korábbi slágerek stílusában. A már ismert Big Bamboo (Ay Ay Ay), Malaika és Rasta Man mellett a lemezen szerepel például a Zabadak is, amely ugyancsak népszerű lett. A slágergyártás az 1980-as évek elején sem szűnt meg, sőt az együttes akkor ért a csúcsra. Ez már csak azért is szép teljesítménynek számít, mert az eurodisco akkortájt kezdett kimenni a divatból, és a közönség egyre kevesebb érdeklődést tanúsított a műfaj korábban oly népszerű csillagainak új felvételei iránt. A Saragossa Band repertoárja ebben az időszakban a Ginger Red, az Agadou és a Pas pleureur (Please No More Crying) című slágerekkel bővült.
1981 különösen jó év volt számukra. Megjelent az Agadou című válogatáslemezük, 10 legnépszerűbb slágerük gyűjteménye, valamint egy vadonatúj album, a Za Za Zabadak. Ezen két, egyenként bő 20 perces, rendkívül jó hangulatú egyveleg szerepel, melyeket a csapat az 1960-as–1970-es évek legnépszerűbb világslágereiből készített. A Za Za Zabadak akkora siker lett, hogy 1982-ben megérkezett az újabb nagylemeznyi utánpótlás, a Za Za Zabadak 2. Ugyanebben az évben a Saragossa Band két újabb kislemezt is piacra dobott. Az egyik az Aiko Aiko című tradicionális dal átirata volt, melyet nem sokkal utánuk a The Belle Stars és Pia Zadora is feldolgozott. A másik kislemez slágere a Mañana címet kapta. 1983-ban Have A Good Time címmel került az üzletekbe az együttes soron következő LP-je. Ez már nem egyveleglemez volt, hanem megint önálló dalok gyűjteménye. A címadó szerzemény mellett a Mosquito, a Tropical Rain és a Wigwam is felkerült a lemezklubok és a popzenével foglalkozó rádióállomások műsorára. A Wigwam egyébként egy Bob Dylan-dal átirata, a Saragossa Bandtől szokatlan módon instrumentális kivitelben, vagyis ének nélkül. Ez a dal két  különböző változatban jelent meg és az együttes legszebb felvételei közé tartozik. A Have A Good Time LP legnépszerűbb felvétele azonban kétségtelenül a Buona sera volt. A csapat 1984-ben Afric Simone Playa Blanca című slágerét dolgozta fel, és mivel az eredetiből csak a dallamot vették át, és ahhoz új szöveget írtak, ezért a cím is változott: Moonlight and Dancing. Ez a kislemez volt a Saragossa Band fénykorának utolsó sikerszáma. Az együttes ugyan nem szűnt meg, ám ezt követő lemezeikkel – köztük az egyvelegdivatot feléleszteni próbáló Die Superparty – Dance with the Saragossa Band című albummal, melyen kizárólag aktuális slágereket énekeltek – már nem tudták megismételni korábbi sikereiket. Mivel fénykorukban is sokat turnéztak – ez egyébként diszkósztárokra kevésbé volt jellemző –, pályájuk további részében a fellépésekre helyezték a hangsúlyt. Mindig vonzottak akkora közönséget, hogy megjelenhetett egy-egy újabb albumuk. A könnyűzenében viszont a Saragossa Band feltűnése óta sokszor változott a divat, és ma már az átalakult csapat éppúgy nem tartozik a diszkó műfaj meghatározó sztárjai közé, ahogyan a Boney M., az Ottawan és a Baccara utódegyüttesei, vagy a szintén átszerveződött Goombay Dance Band és a Dschinghis Khan sem. Az új évezredben a Saragossa Band különböző kisebb-nagyobb nosztalgiakoncertek szívesen látott fellépője, és persze a házibulikon időnként mostanság is előkerül a csapat valamelyik lemeze.

## Ismertebb lemezeik
(A pontos Diszkográfia összeállítását megnehezíti, hogy az internet különböző helyein – az együttes honlapját is beleértve – hiányos a zenekar diszkográfiája, illetve teljesen azonos tartalmú albumok különböző címekkel is megjelentek az évek folyamán.)

### Kislemezek, maxik
- 1977 Big Bamboo (Ay Ay Ay) / I Like It
- 1978 Malaika / Reggae Feeling
- 1979 Zabadak / Samba Ole, Rumba OK
- 1979 Rasta Man / Destiny
- 1980 Zabadak / Big Bamboo (Ay Ay Ay) / Rasta Man
- 1980 Ginger Red / Eden’s Door
- 1981 Pas pleureur (Please No More Crying) / Going Up, Going Down
- 1981 Agadou / Holiday Nights
- 1982 Aiko Aiko / Roof On My Head
- 1982 Dance with the Saragossa Band on 45 (Part II) / Dance with the Saragossa Band on 45 (Part V)
- 1982 Mañana / Surabaya
- 1983 That’s What We Like / Have A Good Time
- 1983 Buona Sera / Alright, Everybody Ask for More
- 1984 Moonlight and Dancing / Take Me to the Voodoo Night
- 2002 Loco Loco
- 2004 Rastaman (Radio Cut) / Rastaman (Raggamix) / Rastaman (Partyraggamix) / Rastaman (Partymix) / Feel It In My Heart (DeeJayz United Clubmix) (DJ the Wave feat. Saragossa Band)

### Albumok
- 1979 Saragossa Band
- 1981 Agadou (válogatás)
- 1981 Za Za Zabadak
- 1982 Za Za Zabadak 2
- 1983 Have A Good Time
- 1987 Die Superparty – Dance with the Saragossa Band
- 1991 Zabadak – Die Superparty mit der Saragossa Band
- 1991 Das totale Za Za Zabadak (az 1981-es és 1982-es Za Za Zabadak-albumok dupla CD-n)
- 1993 Saragossa Band (az 1979-es album CD-n)
- 1995 The Best of Saragossa Band (válogatás)
- 1997 Agadou (válogatás, nem azonos az 1981-es kiadvánnyal)
- 1997 Big Bamboo: Let’s Dance with the Saragossa Band
- 1997 Fly Away
- 1999 Das Super Za Za Zabadak
- 2001 It’s Party Time
- 2005 Party Mix
- 2005 Happy Mix
- 2005 Happy Party
- 2007 Best of (válogatás)
- 2007 Star Edition (válogatás)
- 2007 Party Mix
- 2007 Happy Birthday! (válogatás, 3 CD)

## Osztrák slágerlistás helyezések
- Rasta Man: 1979. június 15-től 16 hétig. Legmagasabb pozíció: 2. hely
- Zabadak: 1980. január 15-től 12 hétig. Legmagasabb pozíció: 8. hely
- Pas pleurer (Please No More Crying): 1981. február 1-jétől 4 hétig. Legmagasabb pozíció: 19. hely
- Agadou: 1981. július 1-jétől 14 hétig. Legmagasabb pozíció: 5. hely
- Aiko Aiko: 1982. január 15-től 2 hétig. Legmagasabb pozíció: 15. hely
- Rastaman: 2004. január 18-tól 9 hétig. Legmagasabb pozíció: 16. hely

## Külső hivatkozások
- A Saragossa Band honlapja
- Videó: Ginger Red
- Videó: Agadou
- Videó: Zabadak
- Saragossa Band-dalszövegek